# العلاقات الأرمينية اليمنية
العلاقات الأرمينية اليمنية هي العلاقات الثنائية التي تجمع بين أرمينيا واليمن.

## مقارنة بين البلدين
هذه مقارنة عامة ومرجعية للدولتين:
| وجه المقارنة                                              | أرمينيا                    | اليمن                   |
| --------------------------------------------------------- | -------------------------- | ----------------------- |
| المساحة (كم2)                                             | 29.74 ألف                  | 555.00 ألف              |
| عدد السكان (نسمة)                                         | 2.93 مليون                 | 28.25 مليون             |
| الكثافة السكانية (ن./كم²)                                 | 98.52                      | 50.9                    |
| العاصمة                                                   | يريفان                     | صنعاء عدن (عاصمة مؤقتة) |
| اللغة الرسمية                                             | لغة أرمنية                 | اللغة العربية           |
| العملة                                                    | درام أرميني                | ريال يمني               |
| الناتج المحلي الإجمالي (بليون دولار)                      | 11.54 مليار                | 18.21 مليار             |
| الناتج المحلي الإجمالي (تعادل القوة الشرائية) بليون دولار | 25.41 مليار                | 75.69 مليار             |
| الناتج المحلي الإجمالي الاسمي للفرد دولار أمريكي          | 3.49 ألف                   | 1.41 ألف                |
| الناتج المحلي الإجمالي للفرد دولار أمريكي                 | 8.07 ألف                   |                         |
| مؤشر التنمية البشرية                                      | 0.743                      | 0.498                   |
| رمز المكالمات الدولي                                      | +374                       | +967                    |
| رمز الإنترنت                                              | .am، .հայ ‏                 | .ye                     |
| المنطقة الزمنية                                           | ت ع م+04:00، توقيت أرمينيا | ت ع م+03:00             |

## منظمات دولية مشتركة
يشترك البلدان في عضوية مجموعة من المنظمات الدولية، منها:
| علم المنظمة | اسم المنظمة                               | تاريخ انضمام أرمينيا | تاريخ انضمام اليمن |
| ----------- | ----------------------------------------- | -------------------- | ------------------ |
|             | يونسكو                                    | 9 يونيو 1992         | 2 أبريل 1962       |
|             | مؤسسة التمويل الدولية                     | 18 أبريل 1995        | 22 مايو 1970       |
|             | المركز الدولي لتسوية المنازعات الاستشارية | 16 أكتوبر 1992       | 20 نوفمبر 2004     |
|             | منظمة حظر الأسلحة الكيميائية              | ?                    | ?                  |
|             | مؤسسة التنمية الدولية                     | 25 أغسطس 1993        | 22 مايو 1970       |
|             | وكالة ضمان الاستثمار متعدد الأطراف        | 5 ديسمبر 1995        | 12 مارس 1996       |
|             | الاتحاد البريدي العالمي                   | ?                    | ?                  |
|             | الاتحاد الدولي للاتصالات                  | 30 يونيو 1992        | 1931               |
|             | منظمة الشرطة الجنائية الدولية             | ?                    | ?                  |
|             | الأمم المتحدة                             | 2 مارس 1992          | 30 سبتمبر 1947     |
|             | البنك الدولي للإنشاء والتعمير             | 16 سبتمبر 1992       | 3 أكتوبر 1969      |

## وصلات خارجية
- موقع وزارة الخارجية الأرمينية